# カイロ-イノシトール
カイロ-イノシトール は、イノシトールの9種あるアイソマーのうちの一つを構成する。インスリンシグナルのセカンドメッセンジャーとして機能する事が明らかにされ、神経組織の伝達と関連するミオイノシトールと並んで臨床的に特に重要な物質である。
カイロ-イノシトールは、細胞膜のリン脂質、グリコシルホスファチジルイノシトールの構成イノシトールであり、インスリン代謝作用の伝達へ関与が報告されている。無月経や不妊の原因疾患である多嚢胞性卵巣症候群の疾患患者は、体内でのカイロ-イノシトール欠乏が認められるが、D-カイロ-イノシトールの経口補充によって、インスリン抵抗性及び無月経の著明な改善が報告されている。 二重盲検試験において、D-カイロ-イノシトールを摂取した多嚢胞性卵巣症候群の女性は、対照群と比較して、遊離および総テストステロン値の低下、血圧、インスリン感受性の改善及び排卵の増加が報告されている。
カイロ-イノシトールは自然界に存在する天然の物質であるが、蕎麦を除く植物体からは殆ど検出されない。  そのため、食品中に含まれるイノシトールからエピメラーゼの作用を経て体内で生合成されている可能性がある。

## 多い食品
| 名称 | D-chiro-イノシトール 含有量(mg/g) |
| ---- | --------------------------------- |
| 納豆 | 17.67                             |
| 大豆 | 3.13                              |
| 蕎麦 | 2-4                               |

## 異性体
- allo-イノシトール（英語版）
- cis-イノシトール（英語版）
- epi-イノシトール（英語版）
- chiro-イノシトール
  - D-chiro-イノシトール（英語版）
  - L-chiro-イノシトール（英語版）
- muco-イノシトール（英語版）
- myo-イノシトール
- neo-イノシトール（英語版）
- scyllo-イノシトール